# 府中村 (三重県)
府中村（ふちゅうむら）は三重県阿山郡にあった村。現在の伊賀市の北部、柘植川両岸、関西本線・佐那具駅および名阪国道・伊賀一之宮インターチェンジの周辺にあたる。

## 地理
- 河川：柘植川

## 歴史
- 1889年（明治22年）4月1日 - 町村制の施行により、外山村・佐那具村・千歳村・一ノ宮村・印代村・服部村・山神村・土橋村・西条村・東条村・坂之下村の区域をもって阿拝郡府中村が発足。
- 1896年（明治29年）4月1日 - 所属郡が阿山郡に変更。
- 1950年（昭和25年）8月1日 - 上野市に編入。同日府中村廃止。

## 交通

### 鉄道路線
- 日本国有鉄道
  - 関西本線
    - 佐那具駅